# Thomas Hiram Andrews
Thomas Hiram Andrews (ur. 22 marca 1953 w Brockton w stanie Massachusetts) – amerykański polityk i prawnik związany z Partią Demokratyczną.
W latach 1991–1995 przez dwie dwuletnie kadencje Kongresu Stanów Zjednoczonych był przedstawicielem pierwszego okręgu wyborczego w stanie Maine w Izbie Reprezentantów Stanów Zjednoczonych.